# Antoni Dobrowolski

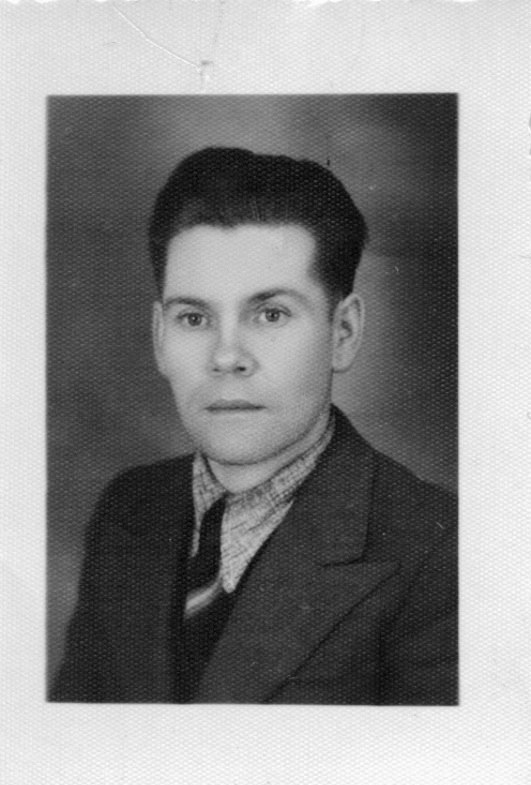

Antoni Dobrowolski (Wolbórz, Polonia, 1904 - Dębno, Polonia, 21 de octubre de 2012) fue un superviviente del Holocausto que estuvo preso en el campo de concentración de Auschwitz.
La Gestapo lo detuvo en 1942 mientras daba clases a niños de forma clandestina, ya que la Alemania Nazi había prohibido la educación hasta los cuatro años, y fue llevado a Auschwitz; también estuvo en Gross-Rosen y Sachsenhausen. En este último campo, el Ejército Rojo lo liberó en la primavera de 1945.
Hasta su muerte, Adam Cyra, historiador del Museo estatal Auschwitz-Birkenau, lo consideró como el superviviente de Auschwitz más longevo.